# Institut des sources chrétiennes

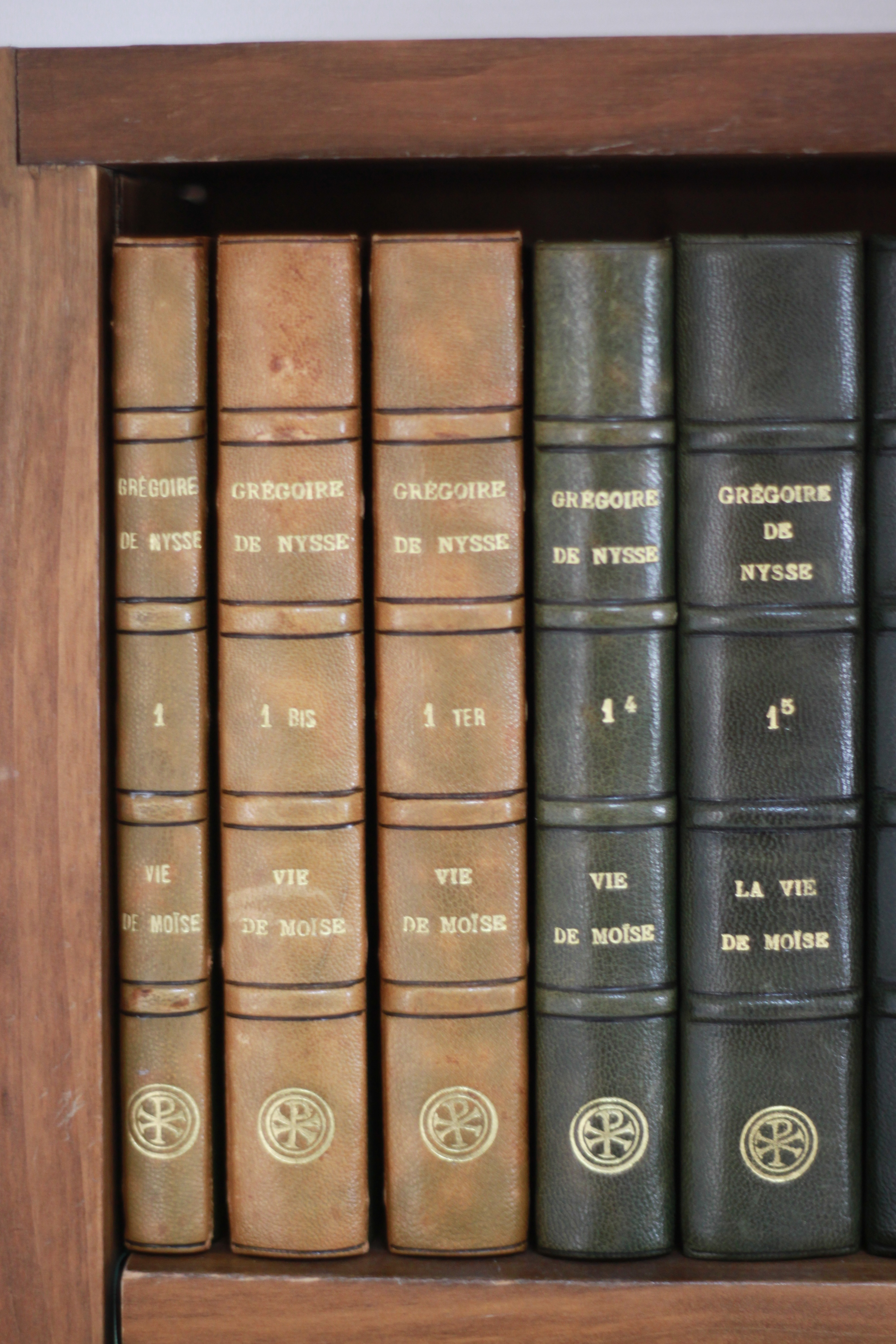
Éditions originales de Sources chrétiennes à la bibliothèque de l'institut.

L’Institut des sources chrétiennes est un centre d'études et de publications sur la patristique situé à Lyon. Il édite les principaux textes fondateurs du christianisme et ceux des Pères de l’Église (textes grecs, latins et orientaux de l’Antiquité avec certains de leurs prolongements médiévaux) dans leur langue originale, assortie d’une traduction française, dans la collection « Sources chrétiennes ».
L’équipe est composée de personnels financés par l'Association des Amis de Sources chrétiennes et du Centre national de la recherche scientifique, membres de « Histoire et sources des mondes antiques », ainsi que de personnel associatif et de jésuites.

## Histoire
S'inscrivant dans le cadre du « réveil patristique » catholique, le projet d'édition critique des textes patristiques ainsi que des principaux textes du christianisme, grecs, latins et orientaux est conçu dès 1932 puis développé jusque 1937 par le jésuite et philologue Victor Fontoynont († 1958) qui est alors préfet des études de la Faculté de théologie de Lyon-Fourvière. Le projet d'édition est activé en 1941, grâce au dominicain Georges Chifflot († 1964) qui dirige les « éditions de l'Abeille » à Lyon, succursale des éditions du Cerf en zone libre ; les premiers volumes paraissent à partir de 1943, sous la houlette des jésuites Henri de Lubac, de son confrère Jean Daniélou ainsi que de Claude Mondésert qui dirige la collection durant près de quarante ans.
En 1956, l '« Association des amis des Sources chrétiennes » voit le jour, suivie en 1969 de l' « Institut des Sources chrétiennes » (SC) à proprement parler, né du Secrétariat de la collection du même nom, lorsque celui-ci s'installe dans un des bâtiments des Facultés catholiques— situé dans les locaux de l'ancien hôtel Claridge de Lyon où il demeure jusqu'en 2009, quand il déménage rue Sala.

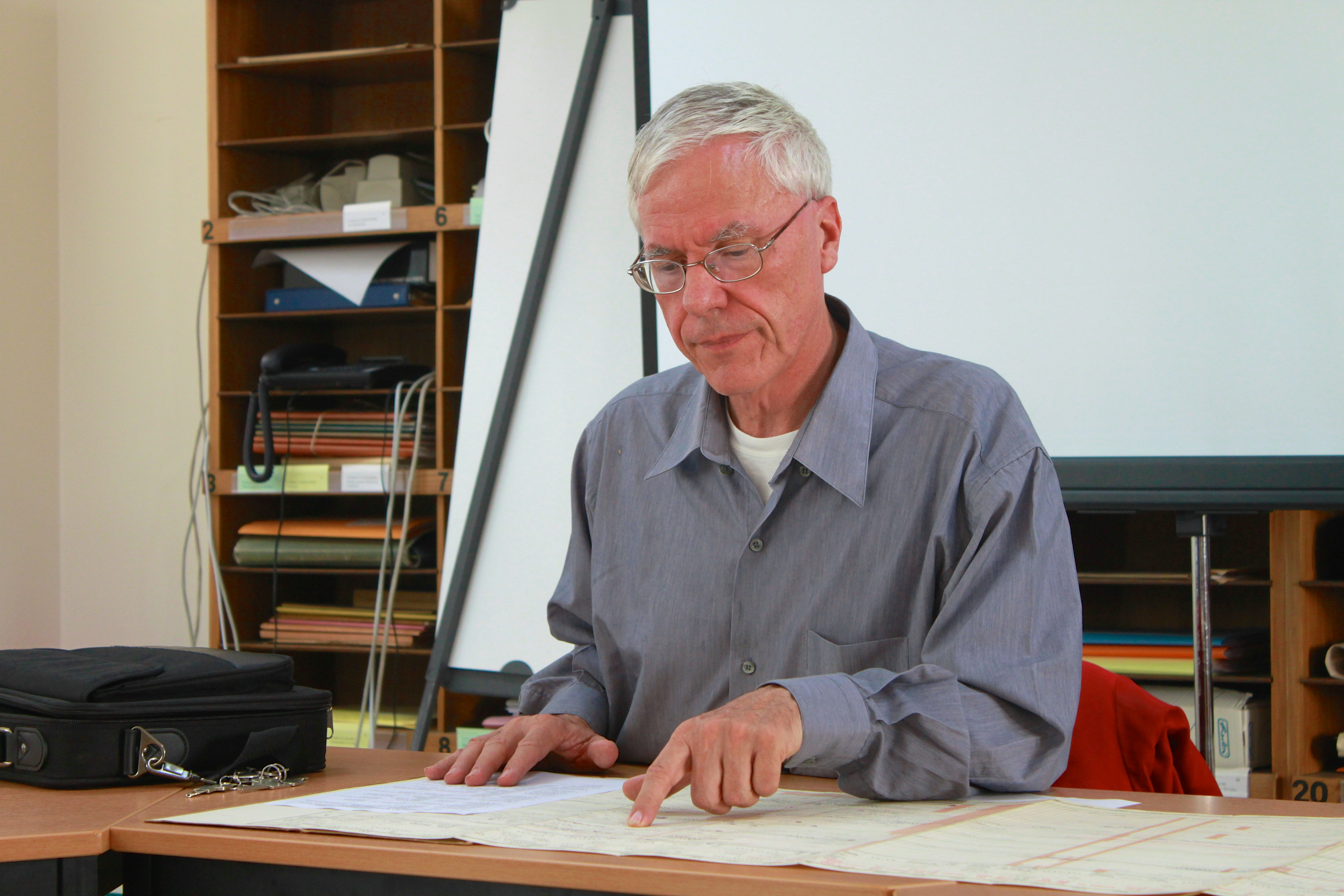
P. Dominique Gonnet, s.j., membre de l'équipe Sources chrétiennes.

Dans les années 1970, l'Institut  bénéficie notamment du soutien de l'archéologue Jean Pouilloux qui permet d'en renforcer les moyens humains et financiers et avec lequel il contribue à la création de la Maison de l'Orient en 1975. Le CNRS le reconnait l'année suivante comme unité de recherches associée et, en 2003, crée l'unité mixte de recherches « Histoire et Sources des Mondes Antiques » à laquelle l'Institut participe de façon importante,.
Á l'occasion du cinquantième anniversaire de la collection « Sources chrétiennes », en 1993, le pape Jean-Paul II reçoit les membres de l'Institut, soulignant l'importance de l'enseignement des Pères de l'Église. En 2009, l'Institut reçoit le Prix Paul VI qui salue sa contribution au « (...) [renouveau] de la réception et la compréhension de la tradition en laquelle la pensée chrétienne et la vie de l'Église sont enracinées, une tradition qui doit être écoutée dans toute son ampleur et dans [la variété de ses formes] ».
L'Institut est dirigé depuis 2017 par Guillaume Bady qui succède à Claude Mondésert (1969-1984), Dominique Bertrand (1984-1999), Jean-Noël Guinot (1999-2007) et Bernard Meunier (2007-2017). L’équipe est composée de personnels financés par l'Association des Amis de Sources chrétiennes (AASC) et du Centre national de la recherche scientifique (CNRS), membres de « Histoire et sources des mondes antiques » (HiSoMA) (UMR 5189), ainsi que du personnel associatif et des jésuites.

## Textes et base de données
La base de données Sources chrétiennes Online (SCO) permet de lire les textes originaux de la collection ainsi que leur traduction. Elle est disponible sur abonnement via le site Brepols Publishers.